# تایشو
تایشو (انگلیسی: Taisho) شرکت داروسازی ژاپنی است، که در سال ۱۹۱۲ تأسیس شد.